# Alto de Itziar
Die Alto de Itziar ist eine 225 Meter hohe Passstraße im spanischen Baskenland, die Deda im Westen mit Zumaia im Osten über die BI-634 verbindet.

## Streckenführung
Die Westauffahrt der Alto de Itziar beginnt in Deda und weist auf einer Läge von 5,1 Kilometern eine durchschnittliche Steigung von 4,3 % auf. Im unteren Teil verläuft die Straße entlang der Küste, ehe sie auf ins Landesinnere zur namensgebenden Ortschaft Itziar führt. Die Passhöhe befindet sich kurz nach einem Kreisverkehr bei der Kreuzung mit der GI-3210. Die höheren Steigungsprozente von rund 5 % werden in der ersten Hälfte Teil des Anstiegs erreicht.
Die deutlich längere Ostauffahrt beginnt in Zumaia und führt über 7,3 Kilometer auf die Passhöhe. Die Durchschnittsteigung ist mit 2,8 % jedoch deutlich geringer, da der Anstieg ein längeres Flachstück im Mittelteil beinhaltet. Die breite Straße verläuft meist gerade und weist im unteren sowie im oberen Teil Kilometerschnitte von rund 5 % auf.

## Radsport

### Vuelta a España
Bei der Vuelta a España wurde erstmals im Jahr 1969 eine Bergwertung auf der Alto de Itziar abgenommen. Der Anstieg wurde in der ersten Hälfte der 17. Etappe befahren, die von San Sebastián nach Vitoria-Gasteiz führte. Die Fahrer absolvierten die Ostauffahrt von Zumaia, die als Bergwertung der 3. Kategorie klassifiziert wurde. Mit Giuseppe Scopel erreichte ein Italiener als erster Fahrer die Passhöhe. In den Folgejahren (1970, 1971) wurde die Ostauffahrt erneut befahren, ehe im Jahr 1974 erstmals die Westauffahrt in Angriff genommen wurde, die ebenfalls als Bergwertung der 3. Kategorie klassifiziert wurde.
| Jahr | Etappe      | Bergwertung  | Fahrer                | Auffahrt |
| ---- | ----------- | ------------ | --------------------- | -------- |
| 1969 | 17. Etappe  | 3. Kategorie | Giuseppe Scopel       | Ost      |
| 1970 | 19a. Etappe | 3. Kategorie | Carlos Echevarria     | Ost      |
| 1971 | 11a. Etappe | 3. Kategorie | Désiré Letort         | Ost      |
| 1974 | 19a. Etappe | 3. Kategorie | Manuel Antonio García | West     |

### Tour de France
Bei der Tour de France 2023 wurde die Alto de Itziar unter dem Namen Col d'Itziar auf der 3. Etappe überquert. Die Fahrer absolvierten die Westauffahrt, die als Bergwertung der 3. Kategorie klassifiziert war. Diese sicherte sich der US-Amerikaner Neilson Powless.
| Jahr | Etappe     | Bergwertung  | Fahrer          | Auffahrt |
| ---- | ---------- | ------------ | --------------- | -------- |
| 2023 | 03. Etappe | 3. Kategorie | Neilson Powless | West     |